# Avon Championships of Houston 1980
L'Avon Championships of Houston 1980 è stato un torneo di tennis giocato sul sintetico indoor. È stata la 10ª edizione del torneo, che fa parte del WTA Tour 1980. Si è giocato al The Summit di Houston negli USA dal 25 febbraio al 2 marzo 1980.

## Campionesse

### Singolare
Billie Jean King ha battuto in finale  Martina Navrátilová con il punteggio di 6–1, 6–3

### Doppio
Billie Jean King /  Ilana Kloss hanno battuto in finale  Betty Stöve /  Wendy Turnbull con il punteggio di 3–6, 6–1, 6–4